# Looking for Lucky
Albums de Hootie and the Blowfish
The Best Of Hootie & The Blowfish : 1993-2003
(2004)
Looking For Lucky est le cinquième et dernier album de Hootie and the Blowfish, puisque le groupe s'est séparé en août 2008. Des reformations sont prévues pour assurer des concerts de charité.

## Liste des titres
1. State Your Peace – 3:37
2. Hey Sister Pretty – 3:25
3. The Killing Stone – 4:27
4. Get Out of My Mind – 2:58
5. Another Year's Gone By – 3:44
6. Can I See You – 3:38
7. A Smile – 3:49
8. One Love – 4:06
9. Leaving – 2:35
10. Autumn Jones – 3:27
11. Free to Everyone – 3:23
12. Waltz into Me – 3:13